# Wittenové
Wittenové (rovněž ve variantě Withen) byli původně bavorským šlechtickým rodem, jehož část žila od 15. století i v českých zemích.

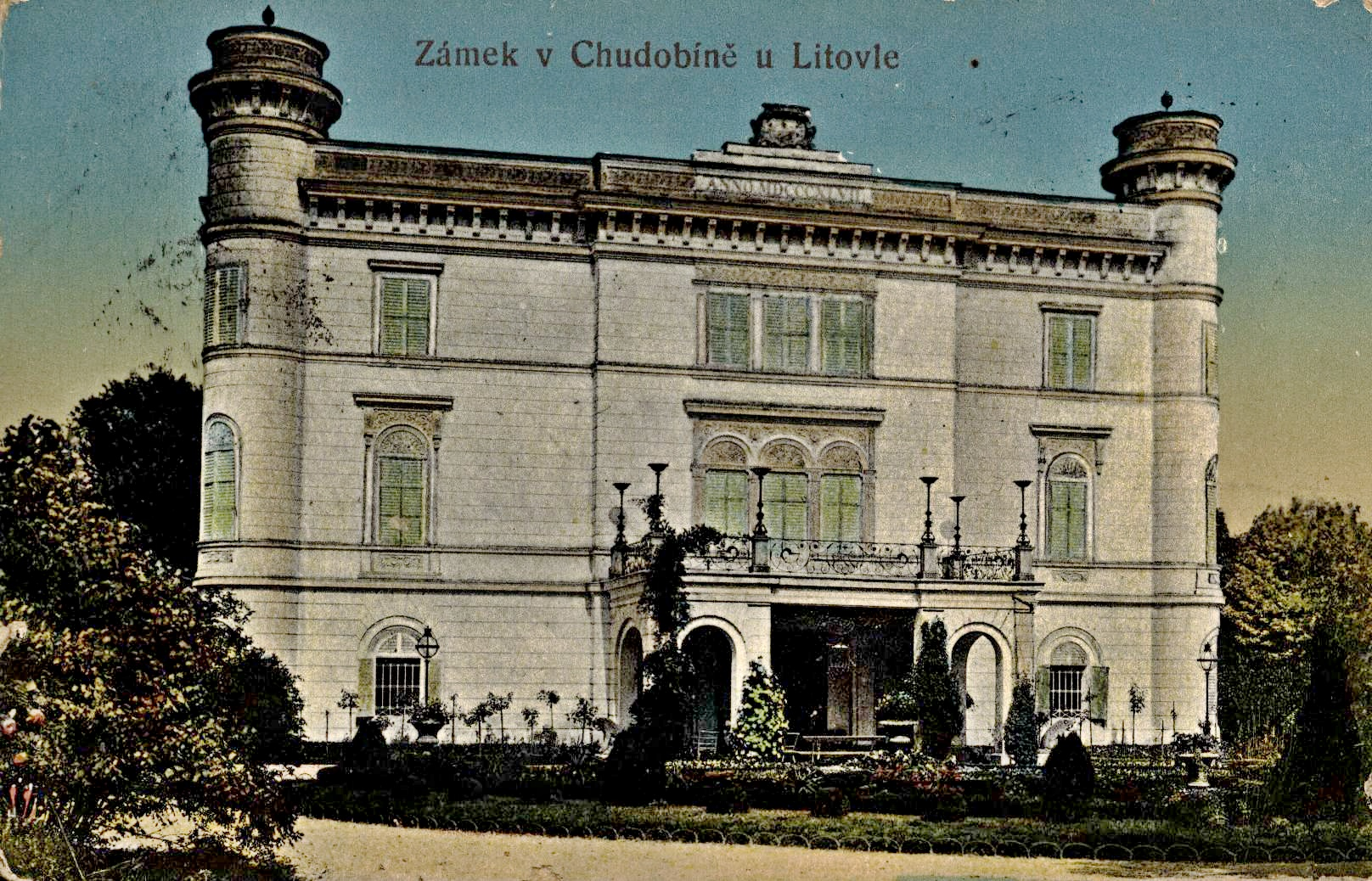
Zámek Chudobín, jehož čtvrté křídlo a arkády nechal zbudovat Rudolf Kryštof z Wittenu v letech 1712 až 1714

Významným rodinným příslušníkem byl Heinrich Rudolf Witten, který působil jako důstojník v císařské armádě. Jeho syn Rudolf Christof Přimislav a dcera Marie Kateřina Barbora získaly v roce 1688 povýšení do českého panského stavu. Při tom jim byl k erbu Wittenů připojen i erb Kochtických z Kochtic po jejich matce Anně Kateřině Leopoldině, která tento erb obdržela rovněž. O něco dříve v roce 1684 získal rod statek Jeseník nad Odrou poblíž Nového Jičína. Rudolf Christof Přimislav zastával v letech 1691-1733 funkci hejtmana olomouckého kraje. Do svého držení také získal statky Chudobín u Litovle a nedaleký Vilémov. V roce 1708 byl povýšen do hraběcího stavu. Jelikož zemřel bezdětný, jméno rodu společně i s rodovými statky převzal následně rod Andlern, tímto pojmenovaný na Andlern-Witten.